# دامستیکاتور

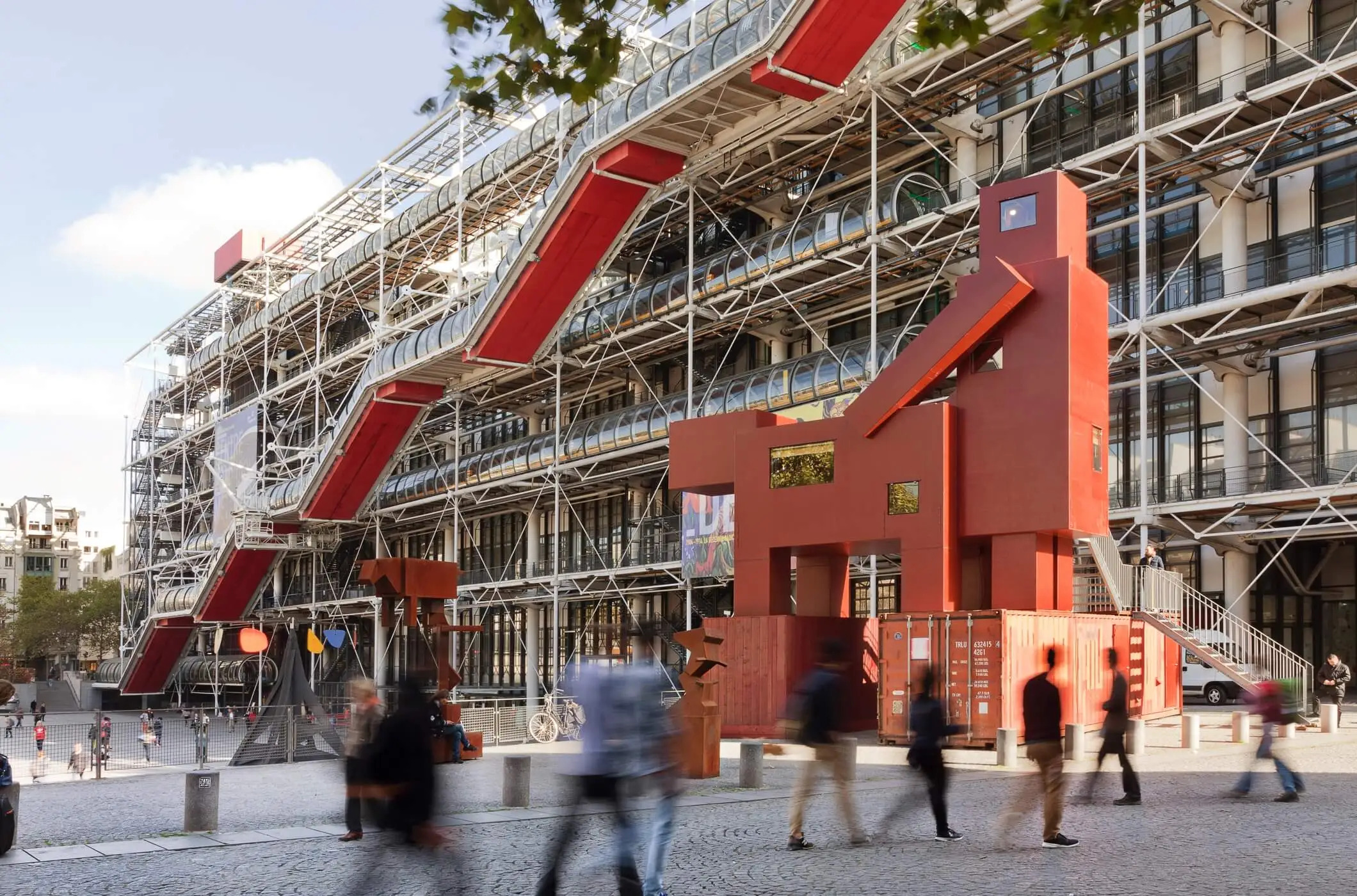

دامستیکاتور (انگلیسی: Domestikator) یک مجسمهٔ معماری است که در سال ۲۰۱۵ توسط آتولیه فون لیشاوت ساخته شده‌است. این اثر موضوع مناقشات قابل توجهی بوده‌است. از جمله این که در ۷ اکتبر ۲۰۱۷، ژان لوک مارتینز، رئیس موزه لوور در پاریس، فرانسه، به وجود این سازه به‌عنوان اثری که در آن دو ساختمان به‌هم پیوسته ظاهراً درگیر عمل جنسی هستند، اعتراض کرد و آن را از نمایشگاه هورس لس مورس (برنامهٔ فضای باز نمایشگاه بین‌المللی هنر معاصر شامل پروژه‌های معماری، مجسمه‌ها، پرفورمنس‌ها و قطعات صوتی که همزمان با خود نمایشگاه برگزار می‌شود) که در باغ تویلری برگزار شد و قرار بود این تندیس در نزدیکی یک زمین بازی در فضای این نمایشگاه به نمایش گذاشته شود، بیرون کشید و این اثر در عوض توسط مرکز ژرژ پمپیدو در میدان جلوی آن مؤسسهٔ هنری برای نمایش همزمان به نمایش گذاشته شد.